# LGBT práva v Papui Nové Guineji

Duhová mapa Papui Nove Guineji

Lesby, gayové, bisexuálové a transgender osoby (LGBT+) se mohu setkávat na Papui Nové Guineji s právními komplikacemi, které jsou pro běžné heterosexuální páry neznámé. Stejnopohlavní aktivita mezi jedinci stejného pohlaví jsou oficiálně trestné jen pro muže, ale nejsou záznamy o případu jejich uplatnění.

## Stejnopohlavní soužití
Jakékoli stejnopohlavní aktivity (vč. análního či orálního styku) jsou ilegální dle Trestního zákoníku přijatého r. 2010. Podle něj za tyto aktivity hrozí až 14 let trestu odnětí svobody. V minulých letech však nejsou žádné záznamy o jeho uplatnění.
Papuánská kultura má však označení pro transgender lidi – palopa – který se dá přirovnat ke statusu “třetího pohlaví“  Jedná se o jedince, kteří se narodili jako muži, ale chovají se a oblékají jako ženy.

## Životní podmínky
Jelikož místní společnost je konzervativní (vliv koloniálních dob), tak LGBT jedinci mají problém např. se slovními urážkami či v pracovním kolektivu. V hlavním městě Port Moresby se nachází několik menších míst (např. vesnice Hanuabada), kde se pořádají tzv. gaynight (v překladu gay noci), kde se scházejí homosexuální jedinci. Pro ně je toto možnám útočištěm, kde mohou být sami sebou.

## Souhrnný přehled
| Legální stejnopohlavní styk                                          | / Mužský ilegální (nepoužito) /ženský legální |
| Stejný věk legální způsobilosti k pohlavnímu styku pro obě orientace | / Muži ne/ženy ano                            |
| Antidiskriminační zákony v zaměstnání                                | No                                            |
| Antidiskriminační zákony v přístupu ke zboží a službám               | No                                            |
| Antidiskriminační zákony v přístupu ke zboží a službám               | No                                            |
| Stejnopohlavní manželství                                            | No                                            |
| Stejnopohlavní soužití                                               | No                                            |
| Adopce dítěte partnera                                               | No                                            |
| Společná adopce dětí stejnopohlavními páry                           | No                                            |
| Gayové a lesby smějí otevřeně sloužit v armádě                       | No                                            |
| Možnost změny pohlaví                                                | No                                            |
| Přístup k umělému oplodnění pro lesbické ženy                        | No                                            |
| Náhradní mateřství pro gay páry                                      | No                                            |
| MSM smějí darovat krev                                               | No                                            |